# 文钟镇
文钟镇，是中华人民共和国内蒙古自治区赤峰市红山区下辖的一个乡镇级行政单位。

## 行政区划
文钟镇下辖以下地区：
文钟村、黑沟门村、三眼井村、西水泉村、东三眼井村、三道井子村、二道井子村、南大营子村和柳条沟村。